# Sân bay quốc tế Ramón Villeda Morales
Sân bay quốc tế Ramón Villeda Morales hay Sân bay quốc tế La Mesa (IATA: SAP, ICAO: MHLM) là một sân bay cách thành phố San Pedro Sula 11 km, Honduras. Sân bay này phục vụ khoảng 600.000 lượt khách năm 2007. Sân bay này được đặt tên theo Ramón Villeda Morales, tổng thống Honduras từ năm 1957 đến năm 1963.

## Các hãng hàng không và các tuyến điểm

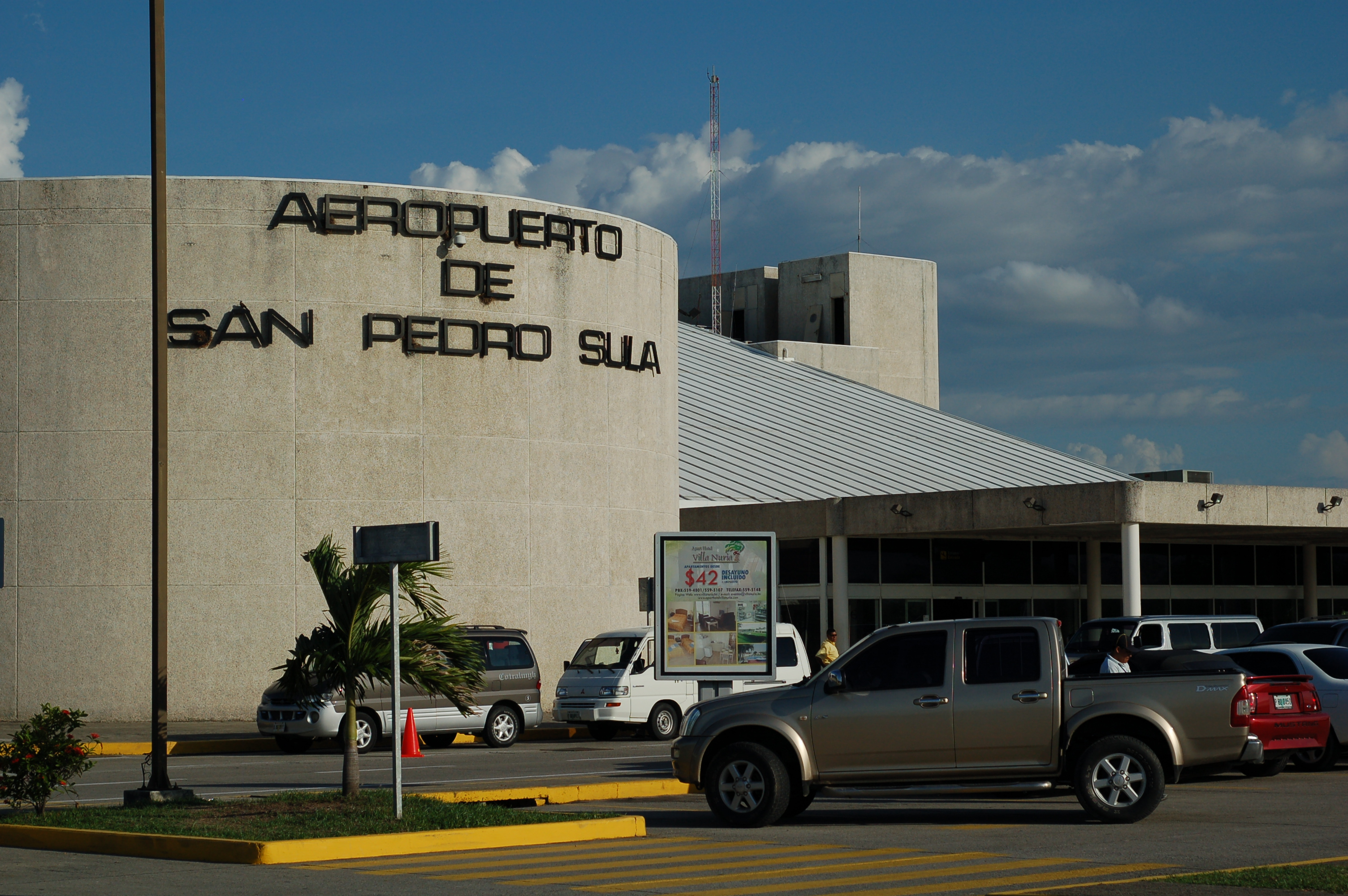
Nhà ga quốc tế.

- Aero Caribbean (La Habana) [thuê bao]
- Aerolineas Sosa (La Ceiba, Roatán, Tegucigalpa, Utila, Guanaja)
- Aeroméxico
  - Aeroméxico Connect (Thành phố Mexico)
- American Airlines (Miami)
- Atlantic Airlines de Honduras (Thành phố Belize City, Managua,Guanaja, La Ceiba, Roatan, Tegucigalpa, Utila)
- Continental Airlines (Houston-Intercontinental, Newark)
- Copa Airlines (Thành phố Panama, San José (CR))
- Delta Air Lines (Atlanta)
- TACA (La Ceiba, Miami, New York-JFK, New Orleans [charter], Tegucigalpa, San José (CR), San Salvador, Guatemala City)
- Islena Airlines (La Ceiba, Tegucigalpa, Thành phố Guatemala)
- Maya Island Air (Thành phố Belize)
- Spirit Airlines (Fort Lauderdale)

### Các hãng vận tải hàng hóa
- Amerijet International (Fort Lauderdale, San Salvador)
- Arrow Air (Miami)
- DHL De Guatemala (Thành phố Guatemala)
- UPS (Miami)